# Bilbor
Bilbor é uma comuna romena localizada no distrito de Harghita, na região histórica da Transilvânia. A comuna possui uma área de 227.31 km² e sua população era de 2750 habitantes segundo o censo de 2007.